# El Marchal de Antón López
El Marchal de Antón López (oficialmente El Marchal de Enix) es una localidad española de la provincia de Almería en la comunidad autónoma de Andalucía perteneciente al municipio de Enix. Se encuentra situada en la comarca del Poniente Almeriense y a 31 km de la capital de provincia, Almería. Su población en 2021 fue de 62 habitantes (INE).

## Geografía física

### Situación
La localidad de El Marchal de Antón López está situada en la parte norte del municipio de Enix, en plena sierra de Gádor y a una altitud de 900 m sobre el nivel del mar.

## Demografía

### Evolución de la población
| Gráfica de evolución demográfica de El Marchal de Antón López entre 2000 y 2010 |
|                                                                                 |
| Datos según el nomenclátor publicado por el INE.                                |

## Monumentos y lugares de interés
- Minas del Carmen. Están situadas a 600 metros de la localidad, en el denominado barranco del Macho. Se trata de unas antiguas minas de plomo cuya actividad tuvo lugar entre el año 1870 y la década de 1960. Fueron declaradas Bien de Interés Cultural en 2004.[2]
- Iglesia de Santa Teresa. Es un edificio construido en el año 1900.[3]

## Cultura

### Fiestas y eventos
Las fiestas patronales son en honor de San Teresa y tienen lugar el 15 de octubre.